# Spectre (it-sikkerhedssårbarhed)
 For alternative betydninger, se Spectre. (Se også artikler, som begynder med Spectre)
Spectre er flere sikkerhedssårbarheder i mange almindelige mikroprocessorer, der anvender teknikkerne spekulativ eksekvering og branch prediction. Ved at udnytte at processorerne foretager gæt ved programforgreninger (vilkårlige hop) for at udføre programmer så hurtigt som muligt, kan et program få processoren til at afsløre hvad der findes i hukommelse som den egentlig ikke har rettigheder til at kunne læse. Det kan anvendes af ondsindede programmer.
Spectre menes at påvirke de fleste processorer af x86- og x64-typen fra Intel og AMD, samt mange af ARM-typen, og den kan derfor ramme både pc og Macintosh  samt  mobiltelefoner og tablets. Hullet anses for vanskeligt at udnytte, men svært at beskytte sig imod. Det skulle kunne anvendes i virtuelle maskiner til at læse hukommelse fra andre maskiner og er derfor en trussel mod cloud-tjenester.
Spectre blev opdaget på Googles sikkerhedslaboratorium Project Zero, og sideløbende på Technische Universität Graz. Hullet blev kendt for offentligheden 3. januar 2018, på samme tid som Meltdown (omtales også som variant 3, eller CVE-2017-5754).
Spectre findes i flere varianter - nogle af dem nævnes her:
- Variant 1, CVE-2017-5753 (bounds check bypass).[4] Blandt andet har JIT-motorer, der anvendes til JavaScript vist sig at være sårbare. Et script der er gemt på en webside skulle kunne være i stand til at læse data til et andet websted, der er gemt i browserens hukommelse, såsom sessioncookies. Problemet i browseren, kan reduceres ved at ændre indstillingerne i browseren, så den isolerer hvert websted i sin egen JIT-motor. Problemet kan normalt afhjælpes med en opdatering af operativsystem-kernen. Test af ydeevne for Linux Red Hat for Intel opdatering for variant 1 viste ingen målbar effekt.[5]
- Variant 2, CVE-2017-5715 (branch target injektion).[6] Sikkerhedshullet gør det muligt for en virtuel maskine at læse hukommelse fra host systemet. AMD hævder at deres processorer er immune over for denne form for angreb. På Intel-processorer kræver denne sårbarhed en opdateret mikrokode i processoren, og/eller opdateringer til både gæst- og værts-virtualiseringsprogram med en metode, der kaldes Retpoline.[7]
- Variant 3, CVE-2017-5754 - Meltdown - Rogue Data Cache Load (RDCL).
- Spectre-NG, Variant 3a, CVE-2018-3640 - Rogue System Register Read (RSRR).
- Spectre-NG, Variant 4, CVE-2018-3639 - Speculative Store Bypass (SSB).
- Spectre-NG, CVE-2018-3665 - Lazy FP State Restore.
- Spectre-NG, Variant 1.1, CVE-2018-3693 - Bounds Check Bypass Store (BCBS).
- CVE-2019-1125
- Variant 1.2, Read-only protection bypass (RPB)
- SpectreRSB, CVE-2018-15572, Return Mispredict.
- 2021, micro-op cache exploit.[8]